# Bucculatrix thoracella
Bucculatrix thoracella — вид лускокрилих комах родини кривовусих крихіток-молей (Bucculatricidae).

## Поширення
Вид поширений по всій Європі, крім Ірландії, Піренейського півострова та Греції. Інша частина ареалу знаходиться в Японії на островах Хоккайдо та Хонсю.

## Опис
Розмах крил 6-8 мм.

## Спосіб життя
Розмножується у двох поколіннях за рік. Метелики літають у червні і, вдруге, у серпні. Личинки живляться листям різних листяних дерев, зокрема шкодять клену, гіркокаштану, вільсі, березі, грабу, буку, горобині, липі. Гусениці раннього віку мінують листя. Личинки старшого віку поїдають листя ззовні.